# 프레데리크 미스트랄
프레데리크 미스트랄(프랑스어: Frédéric Mistral, 1830년 9월 8일 ~ 1914년 3월 25일)은 19세기에 오크어 문학의 진흥을 일으킨 프로방스 출신의 시인이다. 펠리브리지 운동의 중심적 인물이었으며, 1904년 노벨 문학상을 받았다.

## 생애
그는 1830년 남프랑스의 마이얀에서 태어났다. 부유한 집안에서 태어난 미스트랄은 유복한 어린 시절을 보냈고, 아비뇽의 왕립대학(이후 프레데릭 미스트랄 학교로 개명)을 다녔다. 미스트랄은 1851년 액상프로방스에서 법학 학위를 취득했다.
유복한 가정에서 태어나 특별히 직업을 가져야 할 필요가 없었기에 미스트랄은 일찌감치 프로방스의 문화와 언어 부흥을 위해 힘쓰기로 결정했다. 미스트랄이 프로방스의 언어에 관심을 가지게 된 데에는 아비뇽에서 학교를 다닐 때에 조세프 루마뉴를 만났던 것이 계기로 작용했다.1854년 프로방스와 오시타니아 전체의 언어와 문화를 보존, 진흥하기 위한 조직인 펠리브리지를 세웠다. 미스트랄은 트루바두르들의 오크어 문학전통을 부흥하기 위해 그 자신이 오크어로 많은 작품을 썼으며, 1878년에는 2권짜리 사전을 편찬했다.
미스트랄은 오크어 부흥운동을 하며 프랑스어의 철자법에 맞춘, "미스트랄 표기안"이라는 오크어의 새로운 표기법을 만들어 냈는데, 현재까지도 중세의 표기법에 기준한 "표준안"과 병용되고 있다.

## 작품 세계
- 1859년 미레유
- 1867년 칼랑도
- 1876년 황금의 섬
- 1884년 네르토
- 1886년-1921년 프레데리크 미스트랄 전집(6권)
- 1897년 론 강의 시
- 1906년 나의 근원
- 1912년 올리브 수확

## 참고
1. ↑  프레데리크 미스트랄 - 네이버 캐스트, 2012년 5월 22일